# アイフェラント・E21
アイフェラント・E21 (Eifelland E21) は、アイフェラントが1972年のF1世界選手権に投入したフォーミュラ1カー。マーチ・721を基にスイス人デザイナーのルイジ・コラーニが改造を施したもので、ドイツ人ドライバーのロルフ・シュトメレンがドライブした。その特徴ある外見は、バックミラーがドライバーの正面に配置され、コクピット前方にエアインテークが設置されていた。

## レース戦歴

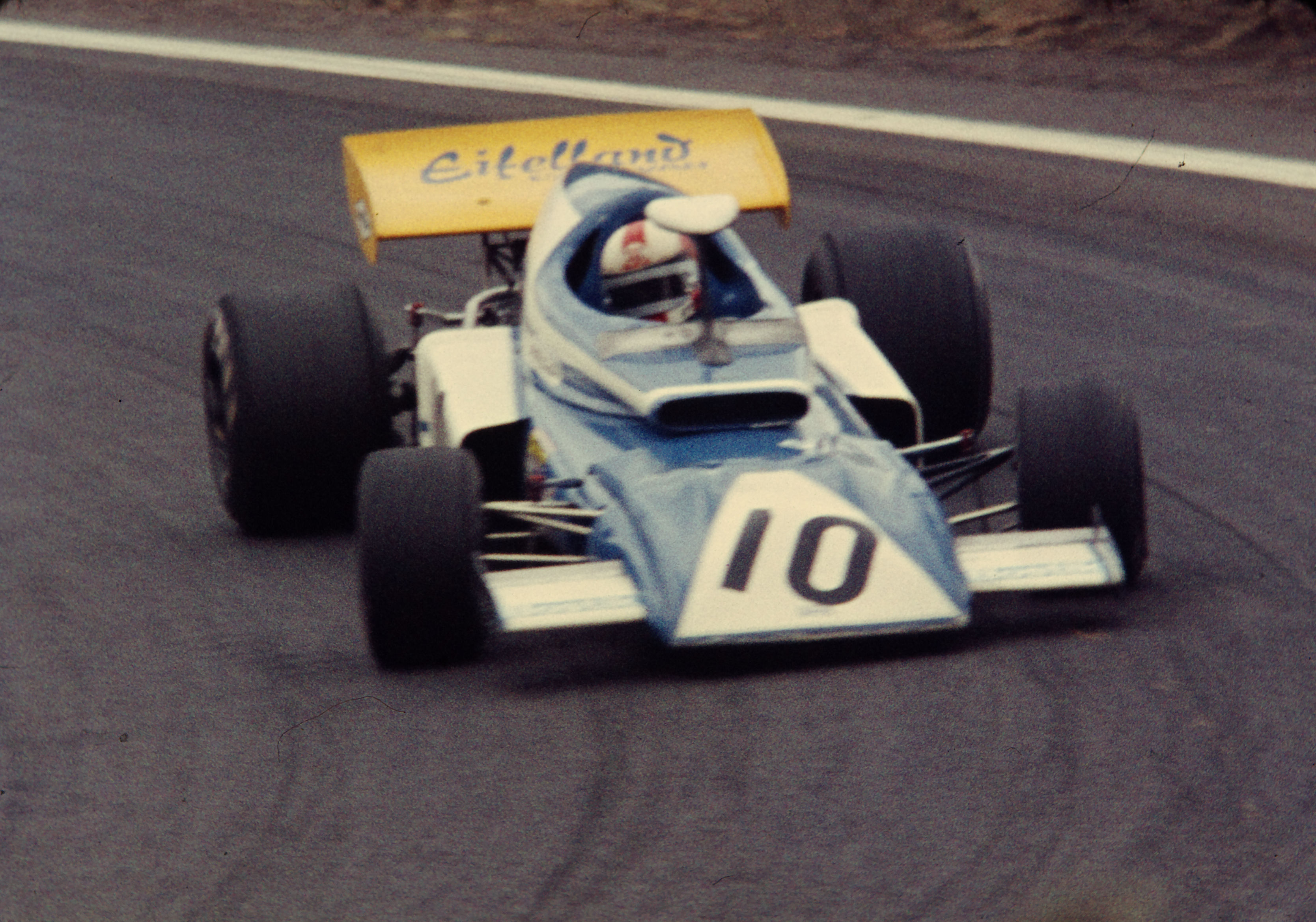
アイフェラント・E21をドライブするシュトメレン（1972年フランスGP）

E21のデビューは1972年シーズン第2戦の南アフリカグランプリであった。予選でシュトメレンは25番手となり、これはポールシッターのジャッキー・スチュワートから3.7秒遅れであった。決勝では2周遅れの13位で完走となった · 。
チームは続いてブランズ・ハッチで行われたノンタイトル戦のレース・オブ・チャンピオンズに参戦した。シュトメレンはフォーミュラ5000マシンをドライブするアラン・ロビンソンに次ぐ11位となった。
マシンの性能は改善され、シーズン第3戦のスペイングランプリではポールシッターのジャッキー・イクスから2.7秒遅れの予選17番手となる。決勝では15周目にアクシデントのためリタイアとなった ·  · 。
モナコではポールシッターのエマーソン・フィッティパルディから8秒遅れ、24番手のホセ・カルロス・パーチェから3秒遅れの予選最下位となる。決勝は優勝したジャン＝ピエール・ベルトワーズから3周遅れの10位で完走した · 。
ベルギーではポールシッターのフィッティパルディから2秒遅れの予選20番手となり、決勝では2周遅れの11位で完走した · 。フランスではポールシッターのクリス・エイモンから6.2秒遅れの16番手であったが、アンリ・ペスカロロが決勝から撤退したため15番手スタートとなった。決勝では1周遅れの16位で完走となった · 。
第7戦イギリスグランプリではポールシッターのイクスから4秒遅れの予選25番手となったが、決勝は多くのリタイヤに助けられ、優勝したフィッティパルディから5周遅れの10位で完走した · 。
ドイツでシュトメレンは予選14番手となり、それまでの最高の成績を出した。これはポールシッターのイクスから10秒遅れであった。このパフォーマンスは決勝で発揮できず、12位で数周走った後最下位まで転落し、6周目に電気系トラブルでリタイアとなった ·  · 。
オーストリアではフィッティパルディから2.65秒遅れの予選17番手となり、決勝は6周遅れの15位で完走扱いとなった · 。アイフェラントにとってこのグランプリが最後のレースとなった。チームは資金不足のためF1から撤退した。
シュトメレンは結局ポイントを獲得することはできなかった。
E21はその後通常のマーチ・721に復元され、ジョン・ワトソンがノンタイトル戦で使用した。

## F1における全成績
(key) （太字はポールポジション、斜体はファステストラップ）
| 年     | シャシー            | エンジン                      | タイヤ | ドライバー           | 1   | 2      | 3       | 4      | 5      | 6      | 7      | 8       | 9      | 10  | 11  | 12  | 順位 | ポイント |
| ------ | ------------------- | ----------------------------- | ------ | -------------------- | --- | ------ | ------- | ------ | ------ | ------ | ------ | ------- | ------ | --- | --- | --- | ---- | -------- |
| 1972年 | アイフェラント・E21 | フォード コスワースDFV 3.0 V8 | G      | ロルフ・シュトメレン | ARG | RSA 13 | ESP Ret | MON 10 | BEL 11 | FRA 16 | GBR 10 | GER Ret | AUT 15 | ITA | CAN | USA | NC   | 0        |

## 参照
1. ↑   "Eifelland March E21". statsf1.com. 2013年7月18日閲覧。
2. ↑  "Qualification du Grand Prix d'Afrique du Sud 1972". statsf1.com. 2013年7月18日閲覧。
3. ↑   "Classement du Grand Prix d'Afrique du Sud 1972". statsf1.com. 2013年7月18日閲覧。
4. ↑   "VII Race of Champions". statsf1.com. 2013年7月18日閲覧。
5. ↑   "Qualification du Grand Prix d'Espagne 1972". statsf1.com. 2013年7月18日閲覧。
6. ↑  "Classement du Grand Prix d'Espagne 1972". statsf1.com. 2013年7月18日閲覧。
7. ↑   "Grand Prix d'Espagne 1972 : Tour par tour". statsf1.com. 2013年7月18日閲覧。
8. ↑   "Qualification du Grand Prix de Monaco 1972". statsf1.com. 2013年7月18日閲覧。
9. ↑   "Classement du Grand Prix de Monaco 1972". statsf1.com. 2013年7月18日閲覧。
10. ↑   "Qualification du Grand Prix de Belgique 1972". statsf1.com. 2013年7月18日閲覧。
11. ↑   "Classement du Grand Prix de Belgique 1972". statsf1.com. 2013年7月18日閲覧。
12. ↑   "Qualification du Grand Prix de France 1972". statsf1.com. 2013年7月18日閲覧。
13. ↑   "Classement du Grand Prix de France 1972". statsf1.com. 2013年7月18日閲覧。
14. ↑   "Qualification du Grand Prix de Grande-Bretagne 1972". statsf1.com. 2013年7月18日閲覧。
15. ↑   "Classement du Grand Prix de Grande-Bretagne 1972". statsf1.com. 2013年7月18日閲覧。
16. ↑   "Qualification du Grand Prix d'Allemagne 1972". statsf1.com. 2013年7月18日閲覧。
17. ↑   "Classement du Grand Prix d'Allemagne 1972". statsf1.com. 2013年7月18日閲覧。
18. ↑   "Grand Prix d'Allemagne 1972 : Tour par tour". statsf1.com. 2013年7月18日閲覧。
19. ↑  "Qualification du Grand Prix d'Autriche 1972". statsf1.com. 2013年7月18日閲覧。
20. ↑  "Classement du Grand Prix d'Autriche 1972". statsf1.com. 2013年7月18日閲覧。
21. ↑   "Classement du championnat du monde des pilotes 1972". formula1.com. 2013年7月18日閲覧。